# Heerlijkheid Dagstuhl

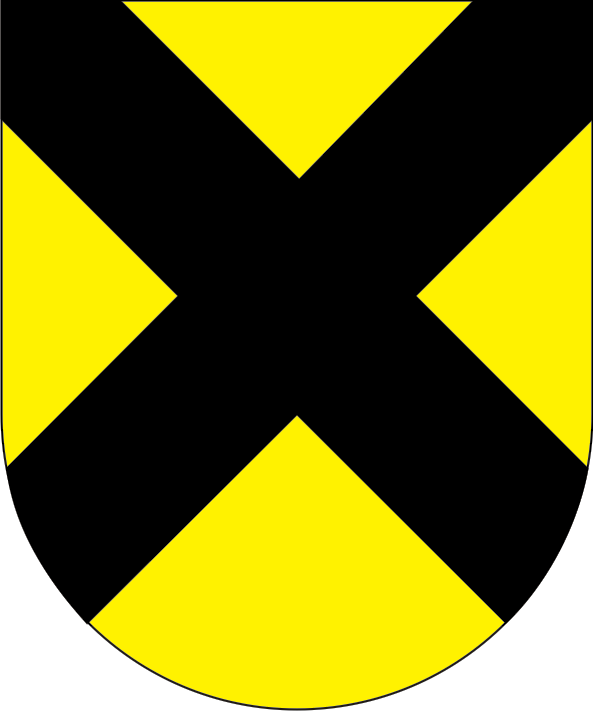
Wapen van de heerlijkheid

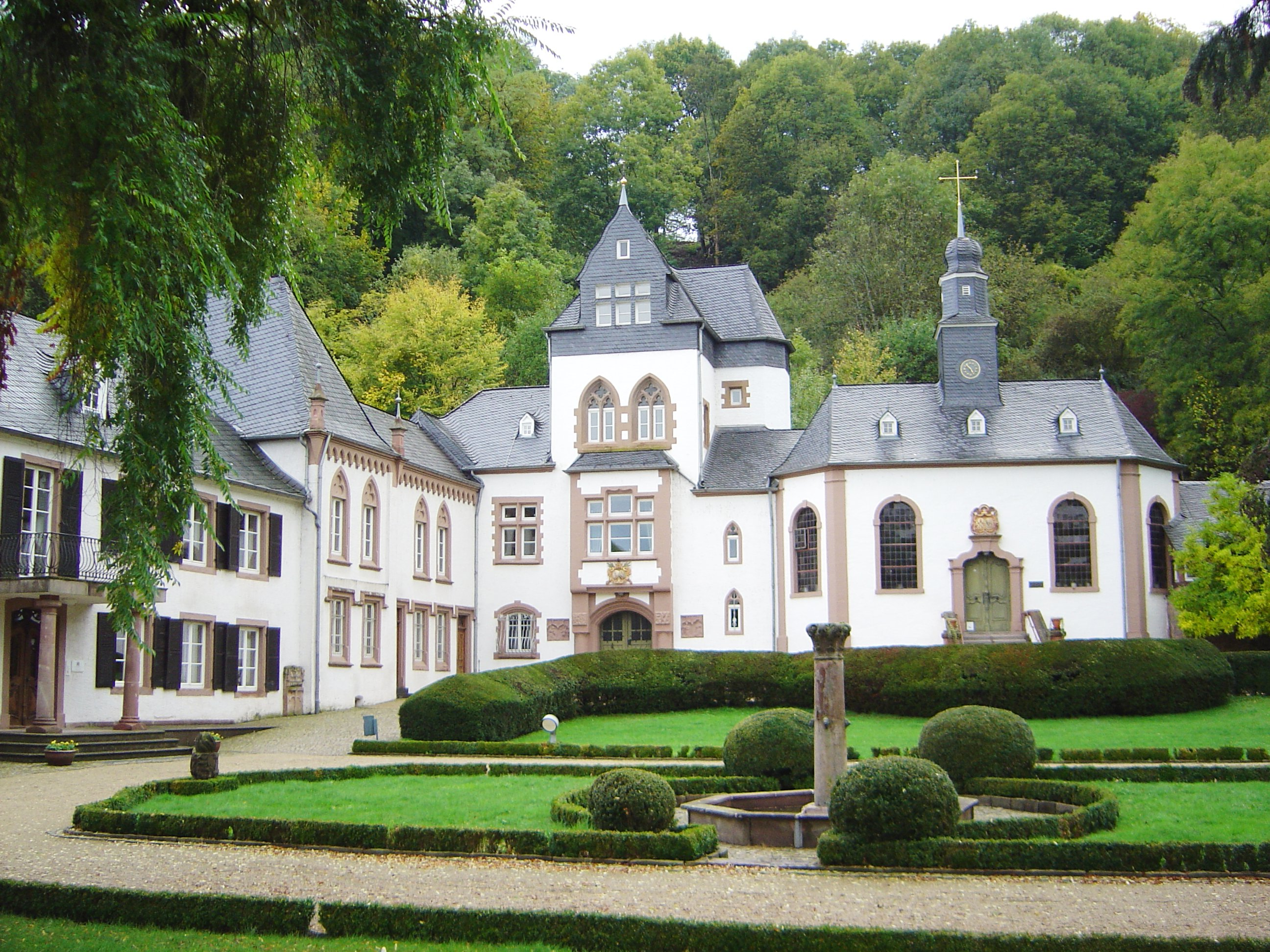
Slot Dagstuhl, nu een centrum voor computerwetenschappen

Dagstuhl was een tot de Boven-Rijnse Kreits behorende heerlijkheid binnen het Heilige Roomse Rijk.
De burcht Dagstuhl (soms ook Dachstuhl geschreven) ten zuidoosten van Trier in Saarland is op zijn laatst in 1290 door de heren van Saarbrücken gebouwd. Rond de burcht ontstond een heerlijkheid met de halsgerechten Wadern, Schwarzenberg, Primsweiler en Neunkirchen.
In 1375 vererft de heerlijkheid na het uitsterven van de dynastie via erfdochters aan de vier riddermatige families Pietingen, Rollingen, Brucken en Fleckenstein. De burcht moet worden uitgebouwd om de vier families te kunnen huisvesten. Er ontstaat een verdeling in vier delen, die keukens genoemd worden.
Na 1600 valt de heerlijkheid onder het gezag van de keurvorst van Trier. Tussen 1616 en 1625 verwerft de keurvorst van Trier, Philipp Christoph van Sötern de verschillende aandelen van de heerlijkheid en de burcht. Hij schenkt deze met de halsgerechten Dagstuhl, Schwarzenberg en Weiherweiher in 1634 aan zijn familie.
Ten gevolge van het huwelijk van Sidonia van Sötern met Notger Willem van Oettingen-Baldern komt de heerlijkheid in 1697 aan hun zoon Kraft Anton Willem. In 1797 wordt de heerlijkheid door Frankrijk ingelijfd.
Als de familie Oettingen-Baldern in 1798 met graaf Frans Willem uitsterft, ontstaat er een erfstrijd. De vorst van Oettingen-Wallerstein is een van de pretendenten voor de inmiddels verloren heerlijkheid door zijn huwelijk met de zuster van de laatste twee graven, Carolina Juliana. In eerste istantie erfde echter de dochter van graaf Jozef Anton, Philippina Carolina (geboren 1776, overleden 1842). Zij was gehuwd met vorst Rudolf Jozef II van Colloredo-Mansfeld. Het paar had geen kinderen en waarschijnlijk in 1802 deden ze afstand van de aanspraken.
In de Reichsdeputationshauptschluss van 25 februari 1803 wordt in paragraaf 15 geregeld dat de vorst van Oettingen-Wallerstein ter compensatie voor de heerlijkheid Dagstuhl krijgt toegewezen: de abdij Heiligenkreuz te Donauwörth, het kapittel Sint Magnus te Füssen en de kloosters Kirchheim, Deggingen en Maihingen in het vorstendom Wallerstein.
Deze goederen zijn niet rijksvrij en er zijn dus geen politieke consequenties.
Na de val van Napoleon wijst het Congres van Wenen de voormalige heerlijkheid Dagstuhl in 1815 toe aan het koninkrijk Pruisen.

## Regenten
| regering  | naam                             | geboren    | overleden | familie                                   |
| --------- | -------------------------------- | ---------- | --------- | ----------------------------------------- |
| 1634-1652 | Philip Christoph van Sötern      | 10-12-1567 | 7-2-1652  | keurvorst van Trier                       |
| 1652-1698 | Philip Frans                     |            | 1698      | nakomeling van grootvader in vierde graad |
| 1698-1751 | Kraft Anton Willem van Oettingen | 8-10-1684  | 25-4-1751 | kleinzoon                                 |
| 1751-1778 | Jozef Anton                      | 4-3-1720   | 20-4-1778 | zoon                                      |
| 1778-1797 | Frans Willem                     | 8-9-1725   | 14-1-1798 | broer                                     |